# War Thunder
War Thunder je akční válečná free-to-play hra od ruského studia Gaijin Entertainment nové generace. Ve hře dostanete možnost ovládat letouny, tanky, lodě a helikoptéry z doby od druhé světové války až po současnost spolu s ostatními hráči z celého světa. Hra byla vydána na Microsoft Windows, Mac, Linux, Mobily, PlayStation 4, Xbox One, PlayStation 5 a Xbox Series X.

## O hře
Hra nabízí 10 hratelných zemí – Spojené státy americké, Sovětský svaz/Rusko, Francie (včetně Beneluxu), Německo (včetně Argentiny), Itálie (včetně Maďarska), Japonsko, Čína (včetně Tchaj-wanu a Pákistánu), Velká Británie (včetně Kanady), Švédsko (včetně Finska) a Izrael. Každá země má své letectvo a pozemní vojsko. Většina zemí má také loďstvo a vrtulníky. Hra obsahuje 3 herní módy – pozemní, letecké a námořní. Tyto módy jsou rozdělené do tří dalších druhů dle obtížnosti – zjednodušené (arkádové), realistické a simulátorové. Ve hře hráči postupují v technickém stromě a odemykají si tak modernější stroje. Každý stroj je ohodnocen bojovou efektivitou (BR-Battle Rating), která určuje s jakými stroji se v bitvě může hráč setkat v rozmezí ±1. Zároveň vozidlo s nejvyšší hodnotou určuje bojovou efektivitu celé sestavy vozidel, které si hráč vybral.

## Časová osa
| Datum              | Událost |
| ------------------ | --- |
| 1. dubna 2011      | Byl oznámen nový projekt plánovaný jako multiplayerový letecký simulátor se jménem World of Planes. |
| 6.–9. října 2011   | World of Planes bylo představeno na ruské výstavě IgroMir 2011. Všichni návštěvníci dostali možnost zahrát si alfa verzi WoP na stánku. |
| 9. ledna 2012      | Vydání populárního britského herního magazínu PC Gamer obsahovalo hru World of Planes v jeho seznamu nejlepších her roku 2012, v kategorii MMO her. |
| 24. ledna 2012     | Gaijin Entertainment oznamuje změnu názvu hry z World of Planes na War Thunder vzhledem k tomu, že v budoucnu má být hra rozšířena nad rámec letového simulátoru tak, aby bylo možné řídit pozemní i námořní jednotky v jedné bitvě zároveň (také aby nedošlo k záměně s hrou World of Warplanes vyvíjenou firmou Wargaming.net). Ve stejný den byly zcela přepracovány a upraveny oficiální internetové stránky. |
| 1. listopadu 2012  | Začíná otevřený beta test hry (dostupný všem hráčům). |
| 5. března 2013     | War Thunder dosahuje 1 milionu zaregistrovaných hráčů. |
| 25. července 2013  | War Thunder dosahuje 3 milionů zaregistrovaných hráčů. |
| 15. srpna 2013     | War Thunder je vydán na platformě Steam, což výrazně zvyšuje jeho dostupnost na PC. |
| 20. srpna 2013     | War Thunder byl oficiálně oznámen jako startovní (launch) titul pro herní konzoli PlayStation 4. |
| 17. ledna 2014     | Byly spuštěny oficiální české webové stránky War Thunderu. |
| 15. května 2014    | Ve verzi 1.41 byla přidána otevřená beta pozemních jednotek (Německo, SSSR). |
| 3. června 2014     | War Thunder je propuštěn na PlayStation Network v Severní Americe a bylo oznámeno, že bude multiplatformní mezi konzolí PlayStation 4 a počítačem. |
| 15. září 2014      | Oficiální vydání War Thunder na platformě Mac OS. |
| 3. června 2015     | War Thunder překonává hranici 10 milionů registrovaných hráčů. |
| 19. června 2015    | War Thunder byl vydán na platformě PlayStation 4 v Japonsku, rozšiřující svou hráčskou komunitu v Asii. |
| 11. srpna 2016     | Oznámena uzavřená beta lodí. |
| 5. října 2016      | War Thunder překonává hranici 15 milionů hráčů. |
| 23. listopadu 2016 | War Thunder je oficiálně vydán na PlayStation 4 Pro s podporou vylepšené grafiky. |
| 1. června 2018     | War Thunder byl vydán na konzolích Xbox One a Xbox One X. |
| 2. července 2018   | Přidán herní režim pro moderní bojová vozidla, včetně tanků a vrtulníků ze studené války a moderní éry. |
| 18. října 2018     | Gaijin Entertainment oznámil, že War Thunder dosáhl 20 milionů registrovaných hráčů. |
| 11. listopadu 2018 | První oficiální turnaj Thunder League s cenami pro nejlepší týmy, což posílilo pozici hry v e-sportové scéně. |
| 17. prosince 2018  | Všechny zatím dostupné národy dostaly pozemní síly. |
| 22. května 2019    | Přidání moderních bojových vozidel 4. generace (moderní tanky, letadla), rozšíření map a nové herní mechaniky zaměřené na současné konflikty. |
| 11. prosince 2019  | War Thunder překračuje hranici 30 milionů registrovaných hráčů. |
| 18. listopadu 2020 | Vydání War Thunder na konzolích nové generace PlayStation 5 a Xbox Series X a Series S, s podporou 4K rozlišení a vylepšeným výkonem. |
| 9. dubna 2021      | Spolupráce s muzei a historickými organizacemi, které poskytly detaily pro věrnější modely historických vozidel. |
| 1. prosince 2021   | War Thunder dosahuje 50 milionů registrovaných hráčů. |
| 20. března 2023    | Oznámení nových herních režimů zaměřených na moderní konflikty a rozšíření dynamických válečných scénářů. |
| 15. května 2023    | Turnaj Operation S.U.M.M.E.R., který přitahuje velký zájem komunity a nové hráče. |
| 1. října 2023      | War Thunder překonává hranici 60 milionů hráčů a rozšiřuje se na cloudové herní platformy. |
| 6. listopadu 2024  | War Thunder dosahuje více než 65 milionů registrovaných hráčů a pokračuje v rozvoji moderních i historických bojových scénářů. |

| Číslo | Název              | Obsah |
| ----- | ------------------ | --- |
| 1.59  | Flaming Arrows     | Přidání pozemních jednotek s ATGM (Anti-tank guided missile) |
| 1.61  | Road to Glory      | Přidány pozemní jednotky a letadla ze studené války |
| 1.63  | Desert Hunters     | Nové vylepšené grafické nastavení |
| 1.65  | Way of the Samurai | Přidání japonského technického stromu |
| 1.67  | Assault            | Přidání stabilizérů do tanků |
| 1.69  | Regia Aeronautica  | Přidání italského technického stromu |
| 1.71  | New E.R.A          | Přidání moderní poválečné techniky |
| 1.73  | Vive la France     | Přidání francouzského leteckého technického stromu |
| 1.75  | La Résistance      | Přidání francouzského pozemního technického stromu |
| 1.77  | Advancing Storm    | Dagor Engine 5.0 |
| 1.79  | Project X          | Hlavní bitevní tanky třetí generace |
| 1.81  | The Valkyres       | Přidány helikoptéry |
| 1.83  | Masters of the sea | Přidány lodě pro všechny |
| 1.85  | Supersonic         | Všechny dostupné národy dostaly pozemní síly, USA a Velká Británie a SSSR dostaly nadzvukové letouny a naváděné rakety                                                   |
| 1.87  | Locked On          | Všechny národy nyní mají letouny s naváděnými raketami |
| 1.89  | Imperial Navy      | Do většiny národů byly přidány moderní protiletadlové systémy s protiletadlovými raketami a Japonské námořnictvo                                                         |
| 1.91  | Night Vision       | Všechny moderní tanky mají k dispozici noktovizi a termovizi |
| 1.93  | Shark Attack       | Přidání helikoptéry Ka-50 a dalších |
| 1.95  | Northern wind      | Přidání švédského technického leteckého stromu |
| 1.97  | Viking Fury        | Přidání švédského technického pozemního stromu |
| 1.99  | Starfighters       | Nově bylo přidané italské námořnictvo |
| 2.1   | New Power          | Dagor Engine 6.0 |
| 2.2   | Hot Tracks         | Vylepšení Dagor Engine 6.0 |
| 2.3   | Ixwa Strike        | Jihoafrická větev britského stromu pozemních jednotek |
| 2.4   | Red Skies          | Přidána nová generace nadzvukových stíhaček, bombardérů a hlavních bitevních tanků                                                                                       |
| 2.5   | Direct Hit         | Přidání naváděných bomb a raket typu vzduch-země |
| 2.6   | Ground Breaking    | Přidání terraformingu prostředí |
| 2.7   | Winged Lions       | Přidání izraelského leteckého stromu |
| 2.8   | Wind of Change     | Přidány švédské helikoptéry |
| 2.9   | Daner Zone         | Přidány izraelské helikoptéry |
| 3.0   | Drone Age          | Přidání bojových a průzkumných dronů |
| 3.1   | Fire and Ice       | Finská větev švédského stromu pozemních a leteckých jednotek |
| 3.2   | Apex Predators     | Přidání letadel čtvrté generace |
| 3.3   | Sky Guardians      | Přidání vystřelovacích sedadel a nových vozidel |
| 3.4   | La Royale          | Přidání Francouzského námořnictva |
| 3.5   | Sons of Attila     | Přidání Maďarského pozemního subtree, významné změny v ekonomice |
| 3.6   | Kings of Battle    | Zavedení adaptivních mapových prostředků a pancéřových bomb. |
| 3.7   | Air Superiority    | Přidání nových Toptier proudových letadel (F15, Su-27 atd) a pozemních vozidel VIII. třídy.                                                                              |
| 3.8   | Alpha Strike       | Přidání maďarského subtree do italského leteckého stromu, režim "vykreslování senzorů" pro přehrávání bitev a přizpůsobitelné posuvníky náplně paliva pro letadla.       |
| 3.9   | Seek & Destroy     | Rozsáhlé zavedení střel s aktivním radarovým naváděním (ARH; "FOX-3"), Subtree BeNeLux francouzského leteckého technického stromu a první francouzské pobřežní plavidlo. |
| 4.0   | Dance of Dragons   | Tato aktualizace se vyznačuje zavedením francouzského pobřežního stromu a přizpůsobitelných tankových zaměřovačů.                                                        |

## Obchodní model
Hra je free-to-play a hráči ji tedy mohou hrát bez prémiových služeb zdarma. Pokud se jich hráč rozhodne využít, urychlí mu průchod hrou směrem k vyšším sekcím letounů a tanků. Jde například o prémiové stroje a taky prémiový účet nebo battle pass, po jehož dobu trvání získává hráč více peněz i zkušeností. Prémiovou měnou jsou tzv. Golden Eagles (GE), za které lze aktivovat prémiový účet i všechny ostatní nadstandardní funkce. Do hry byla přidána také burza, kde si hráči prodávají předměty za virtuální měnu zvanou Gaijin Coin (GJN). Jedna z dalších forem výdělku je tzv. power creep, kde nově přidaná prémiová, vyzkoumatelná či odměnová vozidla jsou po přidání až přehnaně silná, nebo nemají obdobu v ostatních technických stromech, tímto nutí hráče, aby vozidlo sami získali.

## Zajímavosti o strojích

### Letadla[2]
- Největší pumu může nést britský bombardér Lancaster 12000liber (5000kg)
- Nejtěžší nálož leteckých pum nese bombardér Tu-4 a to o celkové váze 12 000 kg (4 x 3000 kg).
- Nejvíce výbavy proti pozemním cílům má sovětský IL-2 a to s 22 různými druhů zbraňových výběrů.
- Nejvíce motorů má německý bombardér BV 238.
- Nejrychlejším letadlem ve hře je MiG-23MLD s maximální rychlostí 2358 km/h.
- Nejpomalejší letadlem ve hře je Po-2 s rychlostí pouze 134 km/h.
- Americký technický strom obsahuje dohromady 49 prémiových letounů a obsazuje první příčku v počtu strojů.
- Izraelský technický strom obsahuje dohromady 3 prémiové letouny a obsazuje poslední příčku v počtu strojů.

### Vrtulníky
- Nejrychlejší helikoptérou ve hře je G-LYNX.

### Tanky[3]
- Nacistický Sturmtiger je vybaven největším dělem ve hře o průměru 380 mm/ 38 cm

- Sovětský stíhač tanků Objekt 120 Taran má hlaveň děla dlouhou 10 metrů.
- Italský tančík L3 CC je nejmenším vozidlem ve hře.
- Německý supertěžký tank Maus je nejtěžším vozidlem ve hře vážícím 188 tun.

- Sovětský technický strom obsahuje dohromady 48 prémiových vozidel a obsazuje první příčku v počtu strojů.
- Nejvíce protiletadlových vozidel má sovětský technický strom a to přesně 18.

### Lodě[4]
- Sovětský člun G-5 je nejrychlejší loď ve hře s rychlostí 132 km/h se základním vybavením.
- Japonská bitevní loď Hjúga má hlavní kanóny ráže 36 cm.
- Sovětské bitevní lodě Parižskaja kommuna a Imperatrica Marija mají 12 kanónů hlavní ráže.